# Cầy cọ lông vàng
Cầy cọ lông vàng (danh pháp hai phần: Paradoxurus zeylonensis) là một loài động vật thuộc họ Cầy đặc hữu của Sri Lanka. Đây là loài cầy nhỏ nhất và có bộ lông màu nâu vàng hoặc nâu tối. Lông lưng và cổ mọc thới đảo ngược, từ vai về phía đầu. Loài này ít được nghiên cứu nhưng được cho rằng ăn trái cây, quả mọng, côn trùng, chim, ếch nhái, và thằn lằn.
Loài này được in trên tem bưu chính Sri Lanka giá 3 rupee. Tuy nhiên, chúng được gọi là "mèo cọ lông vàng" trên con tem.